# Autoroute A51 (Francia)

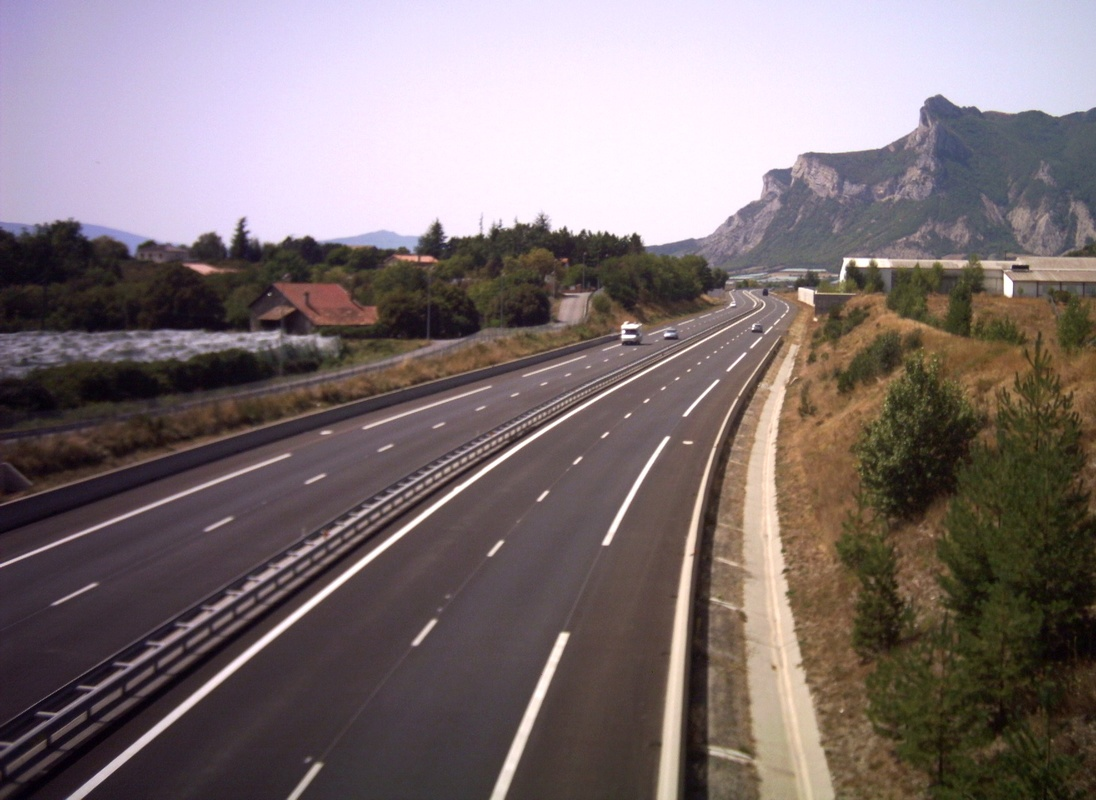
Autoroutes A51

L'autoroute A51 è una autostrada parzialmente completata nel sud-est della Francia. È un progetto a lungo termine con lo scopo di connettere Marsiglia a Grenoble passando per Aix-en-Provence, la val du Durance e il dipartimento delle Alte Alpi.

## Percorso
L'autostrada attraversa le città di Aix-en-Provence, Pertuis, Manosque, Sisteron e finisce il suo percorso meridionale presso Tallard. Nel dipartimento di Isère passa per Monestier-de-Clermont, Vife Varces-Allières-et-Risset. L'autostrada fornisce l'accesso alle Alpi sud-occidentali per i residenti del sud della Francia.
La sua tratta principale collega Marsiglia ad Aix-en-Provence e la val du Durance al nord di Sisteron (La Saulce). Solo i 18 km tra Marsiglia e Aix-en-Provence sono gratuiti, i restanti 128 km tra Aix-en-Provence e La Saulce sono una strada pedaggio gestita da Escota.  Ad Aix-en-Provence, l'autostrada diventa brevemente la N296, una superstrada tra le uscite di Jas-de-Boufan e Aix-les-Platanes. Questa tratta, in cui incontra la N7, è stata originariamente proposta come autostrada, ma gli edifici hanno successivamente compromesso il percorso Vi è un limite di velocità di 50 km/h sulla tratta di N296.
Una tratta alla fine di Grenoble, da Varces a Coynelle (17 km), fu aperta nel luglio 1999. Questa è stata estesa nel marzo 2007 quando la successiva tratta, tra Coynelle e il Col du Fau (10,5 km), è stata aperta. Questa include 4,5 km in carreggiata unica attraverso il Tunnel di Sinard e sul viadotto di Monestier. Questa tratta settentrionale è una strada a pedaggio, ma il gestore è AREA. Questa ha ridotto notevolmente la congestione estiva nel comune di Monestier.

## Storia
La prima tratta, costruita nel 1953, connetteva l'Autoroute de nord (inaugurata in 1951) a Cabriès. Fu estesa ad Aix-en-Provence e all'A8 solo nel 1970. La costruzione della tratta Grenoble-Sisteron è stata oggetto di proteste a causa dell'impatto ambientale che avrebbe avuto. Nel 1995 ad esempio, i dimostranti hanno bloccato i lavori incatenandosi alle attrezzature da costruzione.

## Tabella Percorso

### Da Septèmes-les-Vallons a La Saulce
| AUTOROUTE A51 Autoroute du Val de Durance |       |       |              |
| Uscita                                    | ↓km↓  | ↑km↑  | Dipartimento |
| Marsiglia - Lione                         | 0,0   | 146,0 | 13           |
| 01 Plan de Campagne                       | 3,0   | 143,0 | 13           |
| 02 Bouc-Bel-Air                           | 5,0   | 141,0 | 13           |
| 03 Luynes                                 | 10,0  | 136,0 | 13           |
| 04 Gardanne                               | 12,0  | 134,0 | 13           |
| 05 Les Milles                             | 14,0  | 132,0 | 13           |
| 06 Aix-centre                             | 16,0  | 130,0 | 13           |
| Nizza - Italia                            | 16,5  | 129,5 | 13           |
| 07 Aix-Jas de Bouffan                     | 17,0  | 129,0 | 13           |
| 08 Aix-centre                             | 18,0  | 128,0 | 13           |
| diventa                                   | 18,4  | 127,6 | 13           |
| 09 La Chevalière                          | 20,0  | 126,0 | 13           |
| Avignon-Salon de Provence                 | 20,3  | 125,7 | 13           |
| 10 Puyricard                              | 21,0  | 125,0 | 13           |
| 11 Chemin Saint-Donat                     | 22,0  | 124,0 | 13           |
| 12 Aix-Les Platanes (direzione nord)      | 22,8  | -     | 13           |
| diventa                                   | 22,9  | 123,1 | 13           |
| 12 Aix-Les Platanes (direzione sud)       | -     | 123,0 | 13           |
| 13 Venelles                               | 27,0  | 119,0 | 13           |
| 14 Meyrargues                             | 29,0  | 117,0 | 13           |
| Pedaggio di Meyrargues                    | 35,0  | 111,0 | 13           |
| 15 Pertuis                                | 35,0  | 111,0 | 13           |
| 17 Cadarache                              | 56,0  | 90,0  | 13           |
| 18 Manosque                               | 70,0  | 76,0  | 04           |
| 19 La Brillanne                           | 84,0  | 62,0  | 04           |
| 20 Peyruis                                | 100,0 | 46,0  | 04           |
| 21 Aubignosc                              | 111,0 | 35,0  | 04           |
| 22 Sisteron-Sud                           | 116,0 | 30,0  | 04           |
| 22 Sisteron-Nord                          | 123,0 | 23,0  | 04           |
| Pedaggio di La Saulce                     | 145,8 | 0,2   | 05           |
| Gap-Grenoble                              | 146,0 | 0,0   | 05           |

### Dall'A480 al Col du Fau
| AUTOROUTE A51 Autoroute du Trièves |      |      |              |
| Uscita                             | ↓km↓ | ↑km↑ | Dipartimento |
| diventa                            | 0,0  | 26,0 | 38           |
| 10 Varces                          | 1,0  | 25,0 | 38           |
| 11 Saint-Paul-de-Varces            | 3,0  | 23,0 | 38           |
| 12 Vif                             | 4,0  | 22,0 | 38           |
| Pedaggio di Crozet                 | 7,5  | 18,5 | 38           |
| 13 Sinard                          | 15,0 | 11,0 | 38           |
| Grenoble-Sisteron                  | 26,0 | 0,0  | 38           |

## Futuro
A seguito di molti cambi ministeriali e politici, nonché tensioni tra i residenti, il completamento dell'autostrada resta in programma per 20 anni.
Quando tutte le tratte saranno completate il tempo di percorrenza Grenoble-Marseille sarà di 2h40 (anziché le attuali 3h30). Però, ci sono diversi problemi:
- Il tracciato della strada.
- La classe di strada (autostrada a pedaggio/gratuita, superstrada o ristrutturazione delle attuali strade N75 e N85).
- Il costo del progetto.
- L'elevato impatto ambientale della strada.

L'autostrada deve passare in mezzo al Trièves. C'erano due opzioni per collegare il Col de Fau (Monestier-de-Clermont) e la fine della tratta meridionale a sud di Gap:
1. La "Via Alta" era la più diretta attraverso vari passi alti per Sisteron (il budget a suo tempo fu stimato in 1,8 miliardi di euro).
2. "Gap Est", attraverso la valle del Drac, il Col Bayard e la valle dell'Avance fino a La Saulce, l'attuale fine dell'autostrada proveniente da Marsiglia (il budget fu stimato in circa 2,2 miliardi di euro).

A seguito di una indagine pubbliva effettuata tra il 2005 e il 2006 l'allora ministro dei trasporti, Dominique Perben, ha annunciato che l'A51 sarebbe stata costruita sulla strada "Gap Est". Però la SNIT (Schema Nazionale dell'Infrastruttura dei Trasporti) del 2011 non include l'opera. Il completamento non avverrà prima del 2025.